# Pete Peterson
Pete Peterson właściwie Douglas Brian Peterson (ur. 26 czerwca 1935 w Omaha) – amerykański polityk, dyplomata, członek Partii Demokratycznej.

## Działalność polityczna
W okresie od 3 stycznia 1991 do 3 stycznia 1997 przez trzy kadencje był przedstawicielem 2. okręgu wyborczego w stanie Floryda w Izbie Reprezentantów Stanów Zjednoczonych. Od 1997 do 2001 był ambasadorem w Wietnamie.